# S-13 (Rakete)

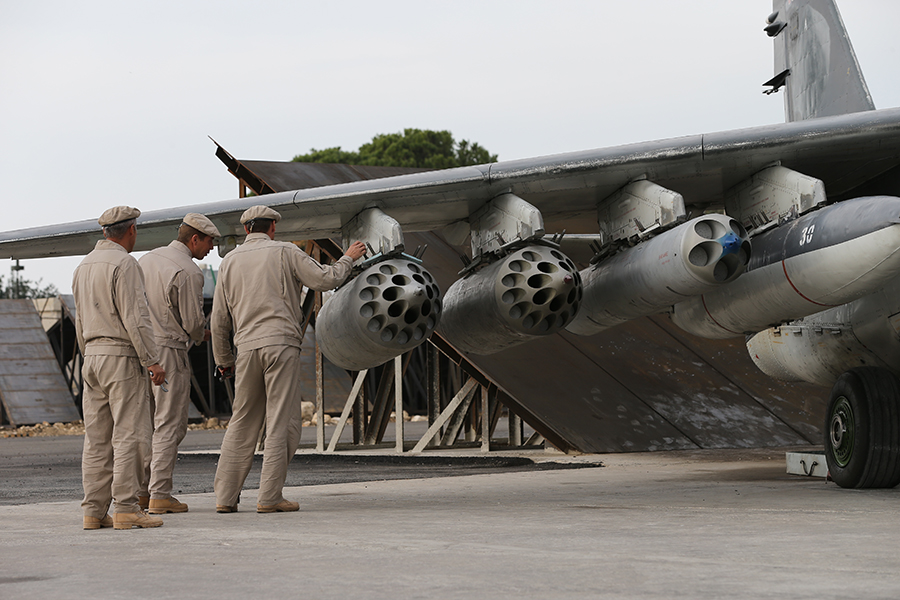
Fünffach S-13 Startbehälter (rechts) neben zwei S-8 Startern an einer SU-25 während des russischen Militäreinsatzes in Syrien 2015

Die S-13 bezeichnet eine Familie ungelenkter Luft-Boden-Raketen im Kaliber 122 mm, die von den sowjetischen Luftwaffe für deren Kampfflugzeuge und -Hubschrauber entwickelt wurde und nach wie vor bei den russischen Luftstreitkräften und in den meisten GUS-Staaten eingesetzt wird. Die Rakete dient vorrangig zur Bekämpfung halbharter und harter Ziele am Boden. 

## Entwicklung
In den 1970er-Jahren entwickelte das JSC-Institut für angewandte Physik die Rakete S-13, um mit dieser Waffe Pisten durch Krater unbrauchbar zu machen sowie gepanzerte Flugzeugunterstände (Hardened Aircraft Shelter) und Bunker zu durchdringen. Mit einem Kaliber zwischen der weitverbreiteten 80-mm-Rakete S-8 und der 240-mm-Rakete S-24 erfüllt sie eine ähnliche Rolle wie die amerikanische 127-mm-Zuni-Rakete. Die S-13 ist konventionell in einer zylindrischen Form aufgebaut und verfügt über einen Feststoff-Raketenantrieb sowie Faltflügel, die nach dem Röhrenstart ausklappen. Die ersten Versuche begannen 1973, doch erst 1983 konnte die Rakete in Dienst gestellt werden. Üblicherweise werden fünf S-13-Raketen aus einem röhrenförmigen Startbehälter Typ B-13L gestartet. Die Rakete ist so konstruiert, dass ihr Einsatz noch bei −60 °C sowie +60 °C einwandfrei möglich ist. Die Rakete kann 1 m Stahlbeton, überdeckt von bis zu 3 m Erde durchschlagen und erzeugt bei ihrer Explosion 1500 bis 1800 Splitter.

## Trägerflugzeuge

### Kampfflugzeuge
- MiG-23BN „Flogger“
- MiG-27 „Flogger“
- MiG-29 „Fulcrum“
- Su-17 „Fitter“ / Su-20 „Fitter“ / Su-22 „Fitter“
- Su-24 „Fencer“
- Su-25 „Frogfoot“ / Su-39 „Frogfoot“
- Su-27 „Flanker“ / Su-30 „Flanker“ / Su-34 „Fullback“

### Hubschrauber
- Mi-24 „Hind“
- Mi-28 „Havoc“
- Ka-29TB „Helix“
- Ka-50 „Black Shark“ / Ka-52 „Alligator“

## Technische Daten Raketenwerfer
| Bezeichnung | Länge  | Durchmesser | Leergewicht | Anzahl Raketen | Bemerkungen                  |
| ----------- | ------ | ----------- | ----------- | -------------- | ---------------------------- |
| B-13L       | 3,56 m | 0,410 m     | 160 kg      | 5              | 0,15-Sekunden-Startsequenzen |
| B-13L1      | 3,06 m | 0,410 m     | 140 kg      | 5              | 0,15-Sekunden-Startsequenzen |

## Technische Daten Rakete
| Bezeichnung | Typ                        | Gesamtlänge | Gewicht | Gefechtskopf                                  | Reichweite | Bemerkungen |
| ----------- | -------------------------- | ----------- | ------- | --------------------------------------------- | ---------- | --- |
| S-13        | Penetration                | 2,54 m      | 57 kg   | 21 kg (1,82 kg Sprengstoff)                   | 1,1–3,0 km | Geschwindigkeit 650 m/s |
| S-13B       | Penetration                | 2,63 m      | 60 kg   | 23 kg (1,92 kg Sprengstoff)                   | n/a        | Durchschlägt 3 m Erde und 1 m Beton. |
| S-13T       | Tandem HEAT                | 2,99 m      | 75 kg   | 21 kg und 16,3 kg (1,8 kg–2,7 kg Sprengstoff) | 1,1–4,0 km | kombinierte Eindringtiefe von 6 m Erde und 1 m Beton; Geschwindigkeit 500 m/s                                                                 |
| S-13OF      | APAM/FRAG                  | 2,97 m      | 68 kg   | 32,2 kg (7 kg Sprengstoff)                    | 1,6–3,0 km | setzt 450 Splitter von 23 und 35 g frei, explodiert kurz vor dem Aufschlag auf das anvisierte Ziel als Luftkrepierer, Geschwindigkeit 530 m/s |
| S-13D       | thermobarischer Sprengkopf | 3,12 m      | 68 kg   | 32 kg (14,2 kg Treibstoff)                    | 1,6–3,0 km | Wirkung von umgerechnet 35–40 kg TNT. Geschwindigkeit 530 m/s.                                                                                |
| S-13DF      | thermobarischer Sprengkopf | 3,12 m      | 68 kg   | 32 kg (14,6 kg Treibstoff)                    | 0,5–6,0 km | Wirkung von 40 kg TNT; Geschwindigkeit 530 m/s                                                                                                |